# Jan Niemiec
Pour les articles homonymes, voir Niemiec.
Jan Niemiec (en ukrainien : Ян Нємєц ; en polonais : Jan Niemiec, né le 14 mars 1958 et mort le 27 octobre 2020) est un prélat catholique ukrainien d'origine polonaise. Il est évêque auxiliaire du diocèse de Kamianets-Podilsky et évêque titulaire de Decoriana (de) du 21 octobre 2006 jusqu'à sa mort le 27 octobre 2020.

## Biographie
Jan Niemiec naît le 14 mars 1958 à Kozłówek en Pologne orientale, dans une famille catholique, il est le fils de Jan Niemiec et de Maria (née Oparowska) Niemiec.
Après ses études à l'école et au lycée, il rejoint l'école supérieure pédagogique de Rzeszów (1977-1982) puis intègre le grand séminaire de Przemyśl (1982-1987).
Il est ordonné prêtre le 24 juin 1987 à Przemyśl, après avoir terminé ses études philosophiques et théologiques.
Après son ordination, il est vicaire en paroisse en Pologne de 1987 à 1992, année où il est transféré en Ukraine. Simultanément à son activité paroissiale, il continue à étudier à l'université catholique de Lublin ; la thèse de doctorat qu'il soutient en 1991 porte sur l'histoire de l'Église.
À partir de 1992, Jan Niemiec œuvre dans le diocèse de Kamyanets-Podilskyi comme professeur et préfet de 1992 à 2001, puis comme recteur de 2001 à 2007 du grand séminaire de Horodok,. Il est par ailleurs diplômé de l'Institut d'histoire des sciences, une institution de l'Académie polonaise des sciences, avec un doctorat en sciences obtenu en 1998, son ouvrage L'Institut scientifique et pédagogique des pères jésuites à Khyrov, 1886-1939 est publié la même année.
Le 21 octobre 2006, il est nommé par le pape Benoît XVI évêque auxiliaire du diocèse catholique romain de Kamyanets-Podilskyi et évêque titulaire de Decoriana (de),. Le 8 décembre 2006, il est consacré évêque par le cardinal Marian Jaworski et plusieurs autres évêques et archevêques, dont Ivan Jurkovič, quatre évêques polonais, cinq évêques grecs-catholiques ukrainiens et l'évêque orthodoxe du patriarcat de Kiev, dans la cathédrale des saints Pierre et Paul à Kamianets-Podilskyi,.
Le 12 avril 2007, Jan Niemiec est également nommé vicaire général du même diocèse.
Après seize ans d'épiscopat auxiliaire, Jan Niemiec meurt du COVID-19 lors de la pandémie en Pologne le 27 octobre 2020, à l'âge de 62 ans, dans un hôpital de Łańcut en Pologne, où il a été transféré de l'hôpital de Kamyanets-Podilskyi, Ukraine, cinq jours plus tôt.